# چرنیگووو
چرنیگووو (به بلغاری: Chernigovo) یک منطقهٔ مسکونی در بلغارستان است که در شهرستان آردینو واقع شده‌است.
 چرنیگووو ۱٫۳۸۴ کیلومتر مربع مساحت و ۶۲ نفر جمعیت دارد.